# Vila Libochvíle

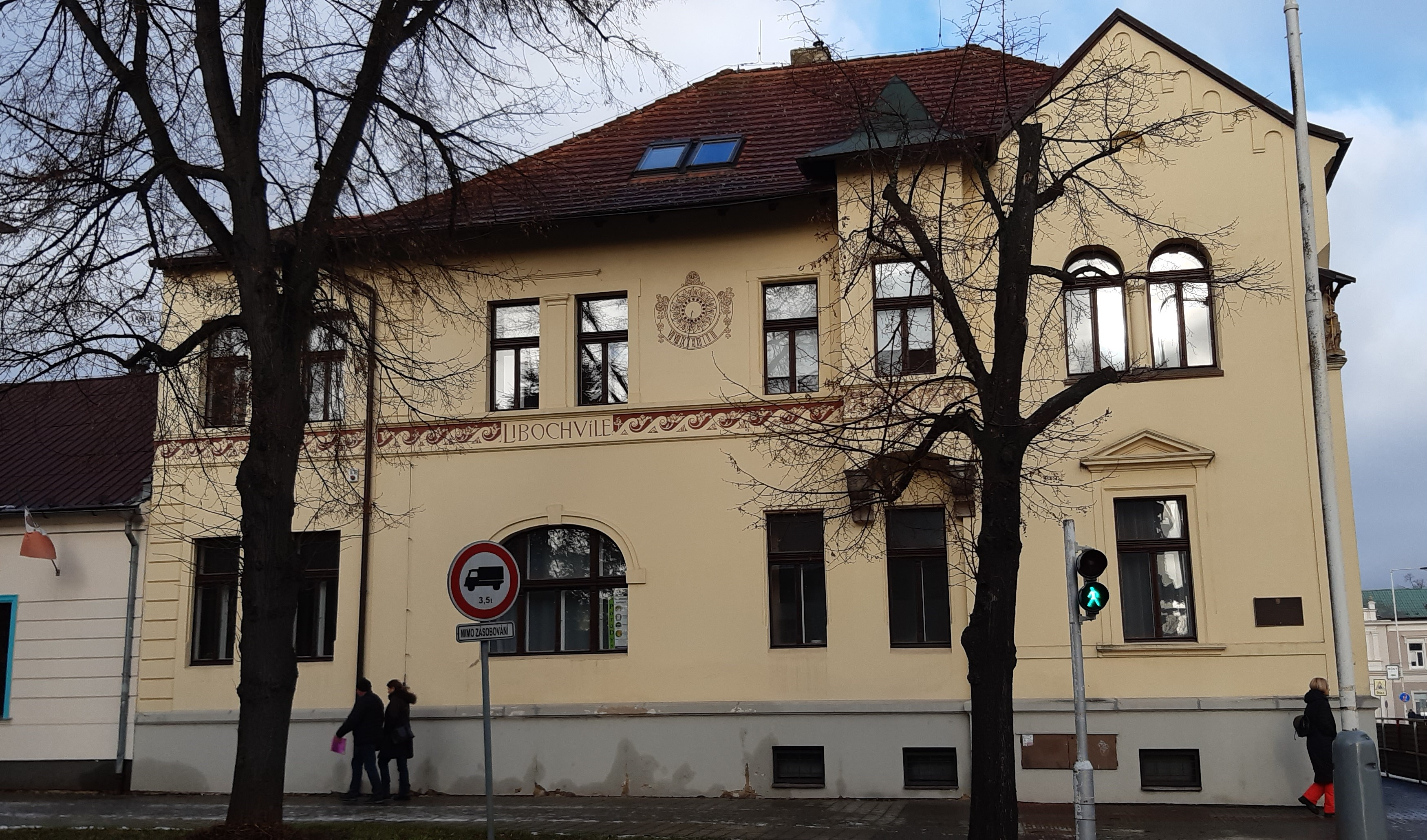
Libochvíle, pohled z Kleinerovy ulice

Vila čp. 1504 (Kladno) je památkově chráněná budova (včetně pozemků) od roku 1958. Vila zvaná Libochvíle je na rušné světelné křižovatce ulic Kleinerova, Cyrila Boudy a Váňovy u budovy gymnázia.

## Historie
Nárožní velmi členitá patrová budova v historizujícím slohu byla postavena roku 1900 podle projektu kladenského architekta Václava Krotkého jako penzion pro vyučující nedalekého gymnázia (tzv. profesorský penzionát). Kreslení vyučoval na gymnáziu Alois Bouda, jeho syn malíř Cyril Bouda se v Kladně narodil a ve vile prožil část dětství.

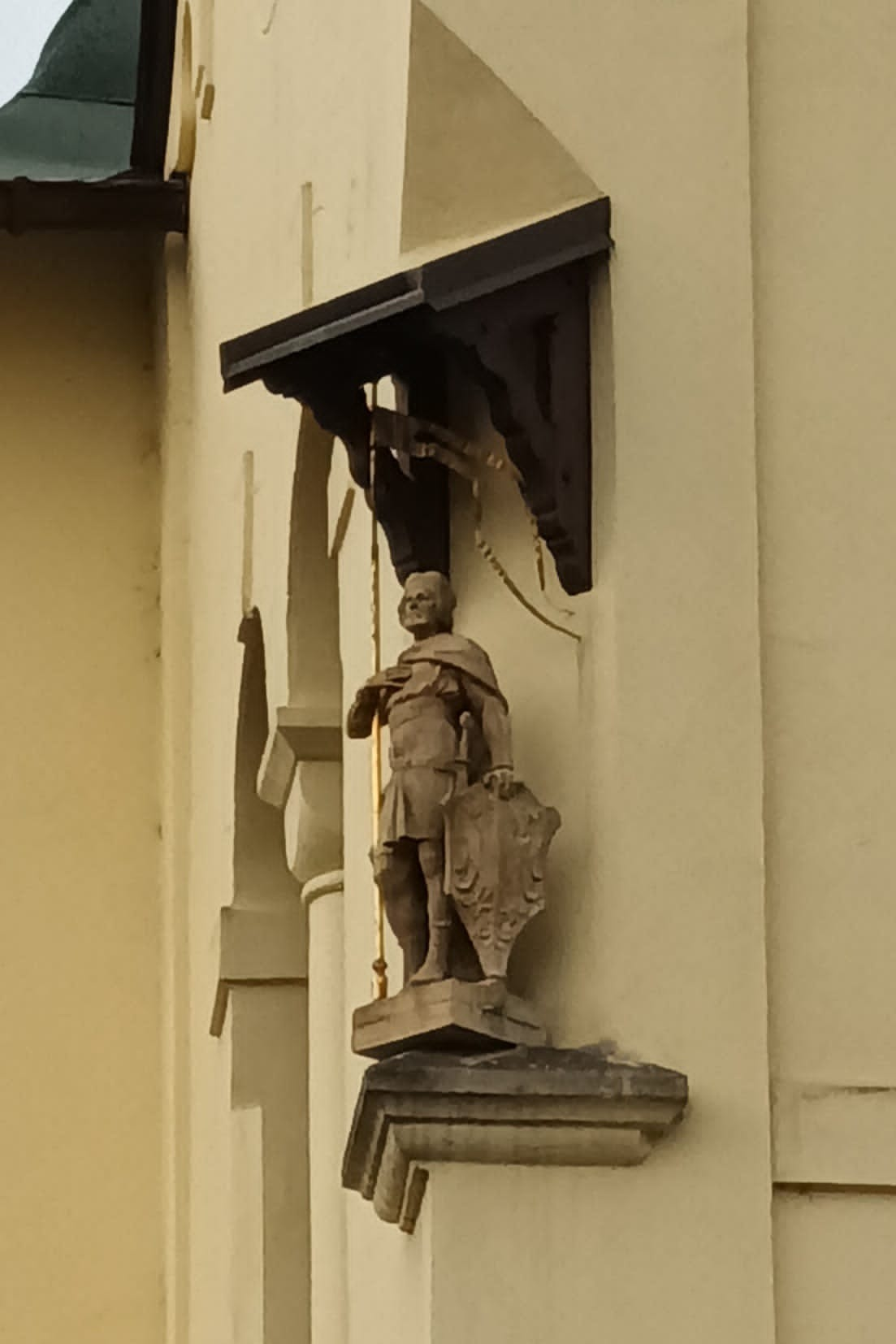
Socha sv. Václava

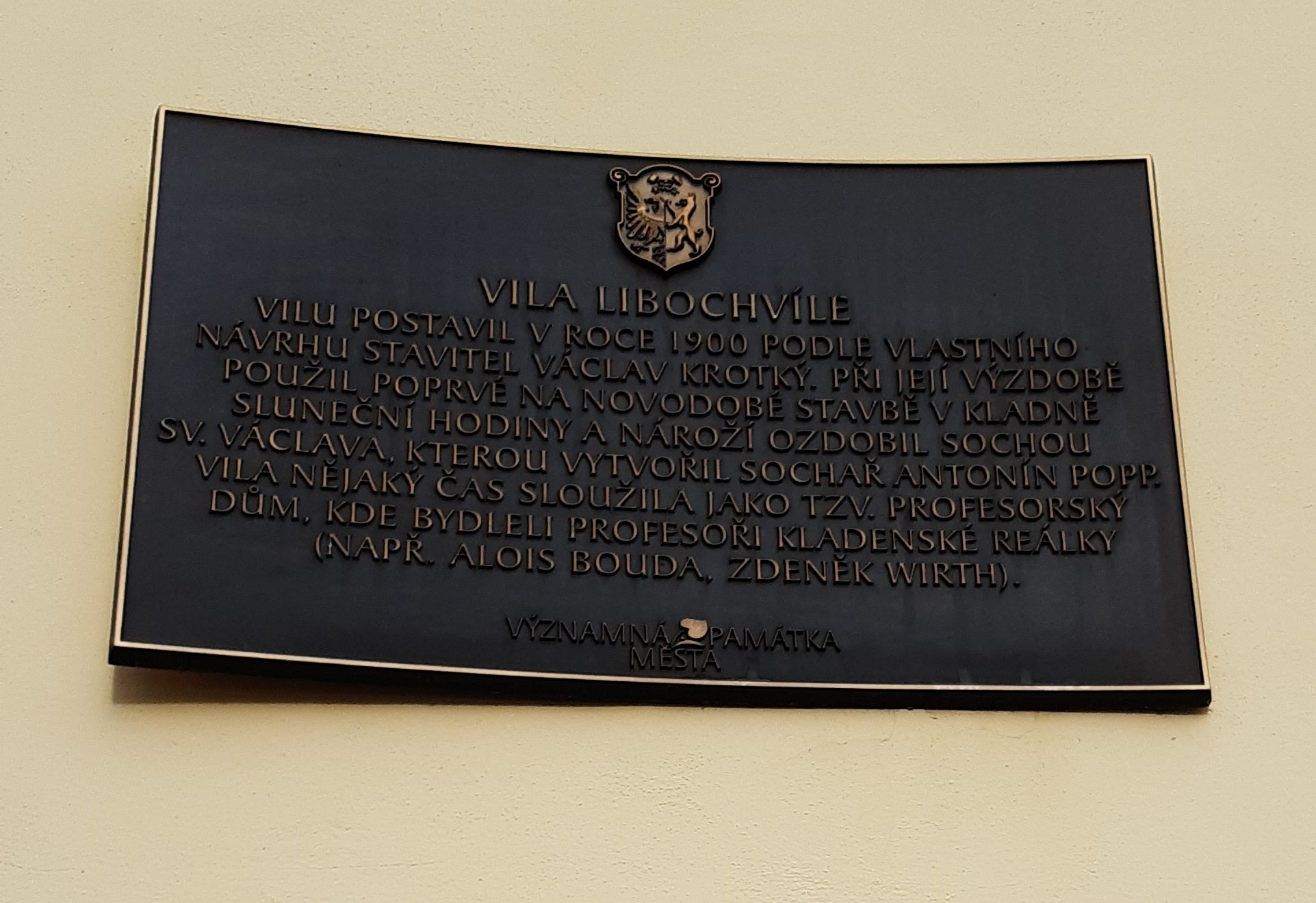
Deska na vile Libochvíle

Vila patřila manželům Procházkových, jejich rodinná rodinná vila stojí ve stejné ulici nedaleko. V roce 1930 k vile Libochvíle přistavili garáž a jednu místnost směrem do zahrady.
V dalších letech budova byla trvale využívána jako obytný dům, v současnosti po náročné generální opravě v ní sídlí advokátní kancelář.

## Architektura budovy
Zděná jednopatrová nárožní budova obdélného půdorysu má malý přízemní přístavek a krátké křídlo do dvora se schodištěm.
Štuky na budově jsou doplněny pískovcovými prvky. Jižní a východní průčelí jsou obrácená do ulic a jsou členěna vysokými sokly. Korunní římsy obou průčelí jsou přerušeny nízkými trojúhelníkovými štíty a parapetními římsami. Okna v obou podlažích jsou rozmístěna nepravidelně a mají nejrůznější tvary. V patře jsou obdélná na šířku i na výšku s půlkruhovým nebo eliptickým záklenkem, arkádové okno je doplněno korintskými sloupy. Arkáda byla původně odkrytá, dodatečně zasklena. Přízemní okna mají šambrány a trojúhelníkové frontony. Na jižním průčelí do ulice Kleinerovy je jedno okno v novorománském slohu. Na budově vyniká hranolový arkýř s jehlancovou stříškou a dvěma kamennými konzolami a obdélným oknem v gotizující šambráně.

## Výzdoba budovy
Na hlavním průčelí do Kleinerovy ulice je v ozdobném pásu nápis "Libochvíle", nad nápisem pod střechou jsou sluneční hodiny. Nad oknem arkýře je vlevo od novorománského okna umístěn letopočet 1900. Na domě je informační tabule.
V rohovém výklenku fasády směrem do křižovatky je zrestaurovaná malá pískovcová soška sv. Václava připisovaná sochaři Antonínu Poppovi.

## Památková hodnota
Vila ve stylu pozdního eklektismu je jednou z mála památkově chráněných vil v Kladně.